# Jan van Werth

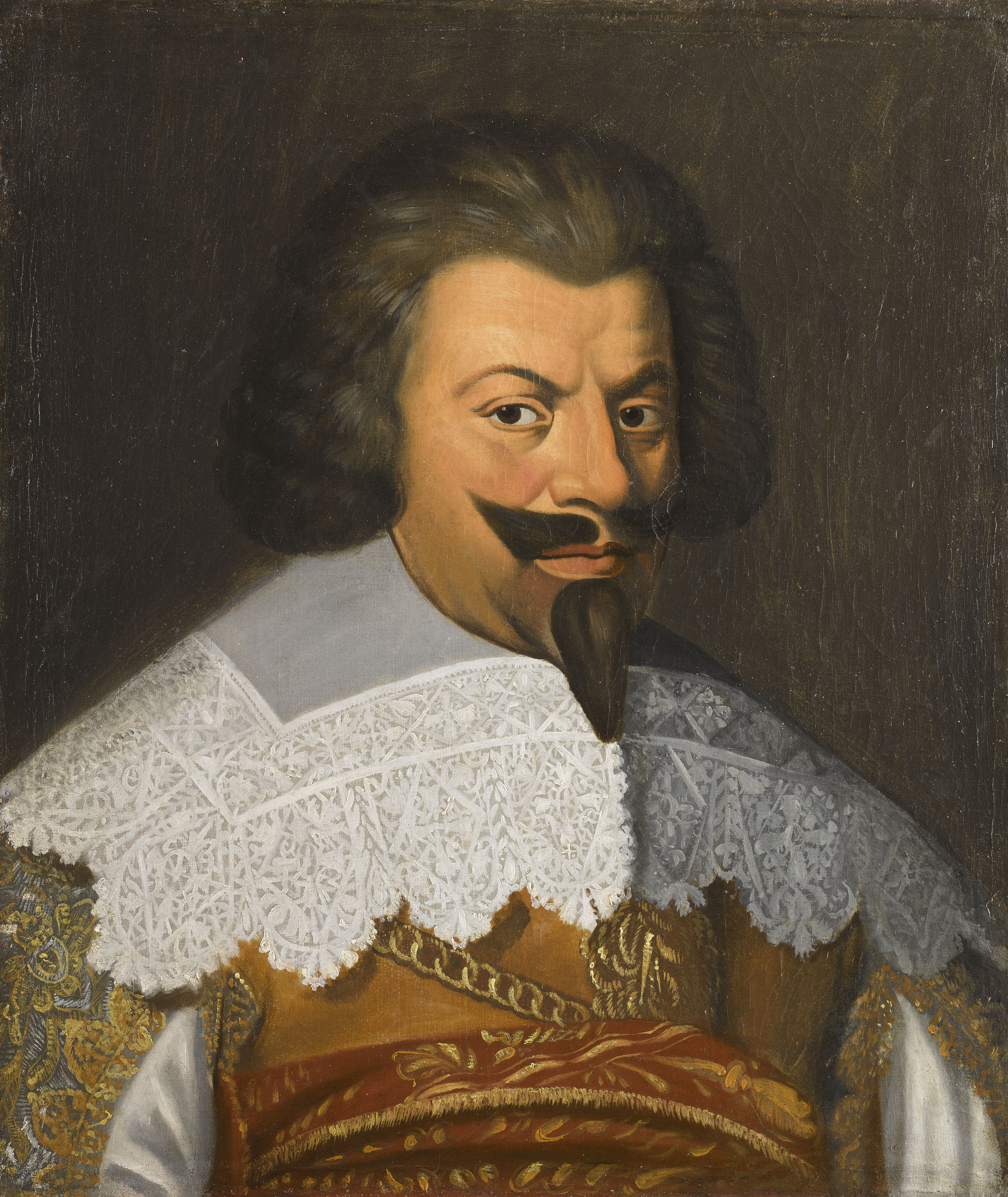
Jan van Werth, geschilderd portret (17e eeuw)

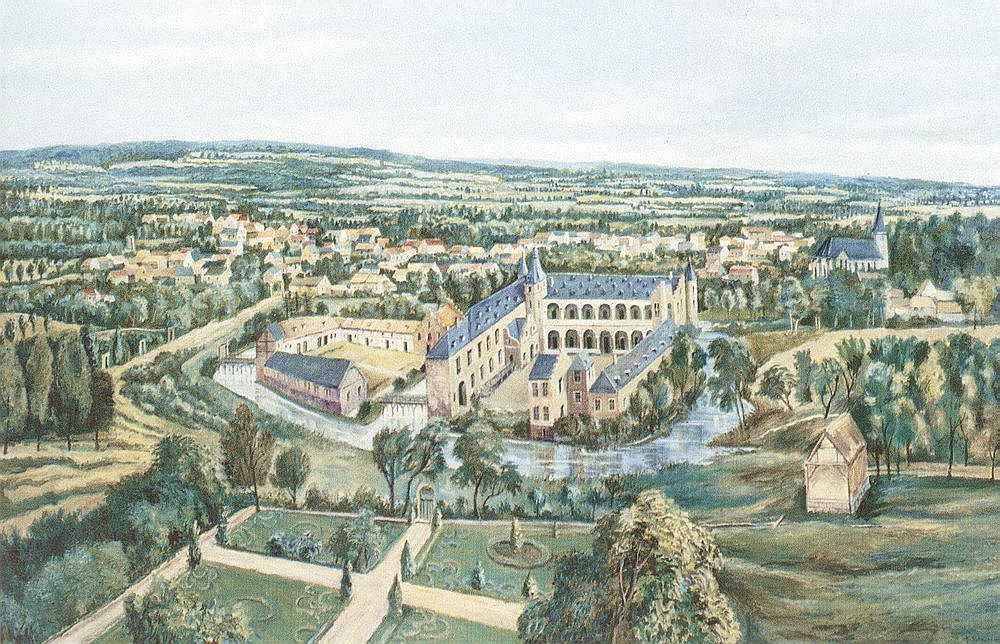
Burcht Odenkirchen (situatie ca 1680)

Jan van Werth (Duits: Johann Graf von Werth; foutief: Jan van Weert) (Kaarst-Büttgen, 1591 – Benátky nad Jizerou, 12 september 1652) was een Duits militair en veldheer, die onder meer actief was in de Dertigjarige Oorlog. De toevoeging van Werth heeft betrekking op de Heerlijkheid Werth; niet op de stad Weert, zoals later foutief werd aangenomen. Jan van Werth was van 1643 tot aan zijn dood burggraaf van Odenkirchen (thans Mönchengladbach).

## Loopbaan
Jan van Werth was een ruitergeneraal van eenvoudige komaf, die van 1620 tot 1648 actief was in de Dertigjarige Oorlog. In 1610 trad hij in dienst van Ambrogio Spinola. Hij klom omhoog tot de rang van officier. In 1620 nam hij deel aan de Slag op de Witte Berg. In 1621 trad hij in dienst van het Keurvorstendom Keulen. Bij de belegering van Jülich werd hij tot ritmeester bevorderd. Onder Johan 't Serclaes van Tilly streed hij voor de Katholieke Liga. In 1634 boekte hij een overwinning op de Zweedse troepen bij Herrieden en werd daarop tot opperwachtmeester bevorderd. Verdere overwinningen op de Zweden volgden, en Jan werd bevorderd tot plaatsvervangend veldmaarschalk. Als dank voor zijn bewezen diensten werd Jan in 1635 beleend met goederen in Beieren, de Oberpfalz en Bohemen. Hij werd vervolgens tot de adelstand van het Heilige Roomse Rijk verheven onder de naam: Johann Freiherr von Werth.
In oktober 1635 sloot de protestantsgezinde hertog Bernard van Saksen-Weimar een bondgenootschap met de Fransen, die aldus bij de Dertigjarige Oorlog betrokken raakten. Tevergeefs belegerde Bernard de stad Luik, en rukte daarop in de richting van Frankrijk. Jan boekte een dertigtal overwinningen op de Fransen, en kreeg alras de bijnaam Franzosenschreck. Toen de Fransen in 1637 het fort Ehrenbreitstein bij Koblenz bezetten, vreesde men een blokkade van de Rijn. Jans troepen rukten op vanuit Keulen en belegerden de vesting. De uitgehongerde Fransen capituleerden op 28 juni 1637.
Op 3 maart 1638 werd Jan van Werth door hertog Bernard tijdens de Slag bij Rheinfelden gevangengenomen en aan de Fransen uitgeleverd. Op 24 maart 1642 werd hij geruild tegen de Zweedse generaal Gustaf Horn en in triomf binnengehaald in een aantal Duitse steden. Nu nam hij dienst onder Ferdinand van Beieren, en hij versloeg de Fransen op enkele plaatsen ten westen van de Rijn. Op 24 november 1643 overvalt hij de legers van Frankrijk en Weimar bij Tuttlingen en slaagt er daarbij vrijwel het complete leger gevangen te nemen. Nog in hetzelfde jaar wordt hij burggraaf van de burcht Odenkirchen (Mönchengladbach).
Op 31 maart 1644 werd Jan van Werth bevorderd tot generaal van de cavalerie. Hij boekte nog menige overwinning op de Zweden totdat in 1648 de Dertigjarige Oorlog werd beëindigd. In 1650 trok Jan zich terug op zijn Boheemse slot in Benátky nad Jizerou, waar hij in 1652 stierf.

## Legende van Jan en Griet
De carrière van eenvoudig knecht tot adellijk persoon van hoge militaire rang, in die tijd niet zeer gebruikelijk, heeft uiteraard tot de verbeelding gesproken. Daardoor is de volgende legende ontstaan:
Jan was een arme knecht, die verliefd werd op het meisje Griet. Zij echter, wenste zich een betere partij en wees hem af, waarop hij zich voor de krijgsdienst liet ronselen. Daar hij een goede soldaat was, en ook een flinke dosis geluk had, klom hij op tot generaal. Toen hij, na alweer een overwinning, in triomf de stad Keulen binnenreed, trof hij op de markt zijn grote liefde, die juist groente aan het verkopen was. Hij steeg van zijn paard, nam zijn hoed af, en zei tot Griet: "Had dan toch toegestemd!", waarop Griet antwoordde: "Jan, hoe kon ik dat weten!". Hierop besteeg Jan zijn paard weer, en reed verder.

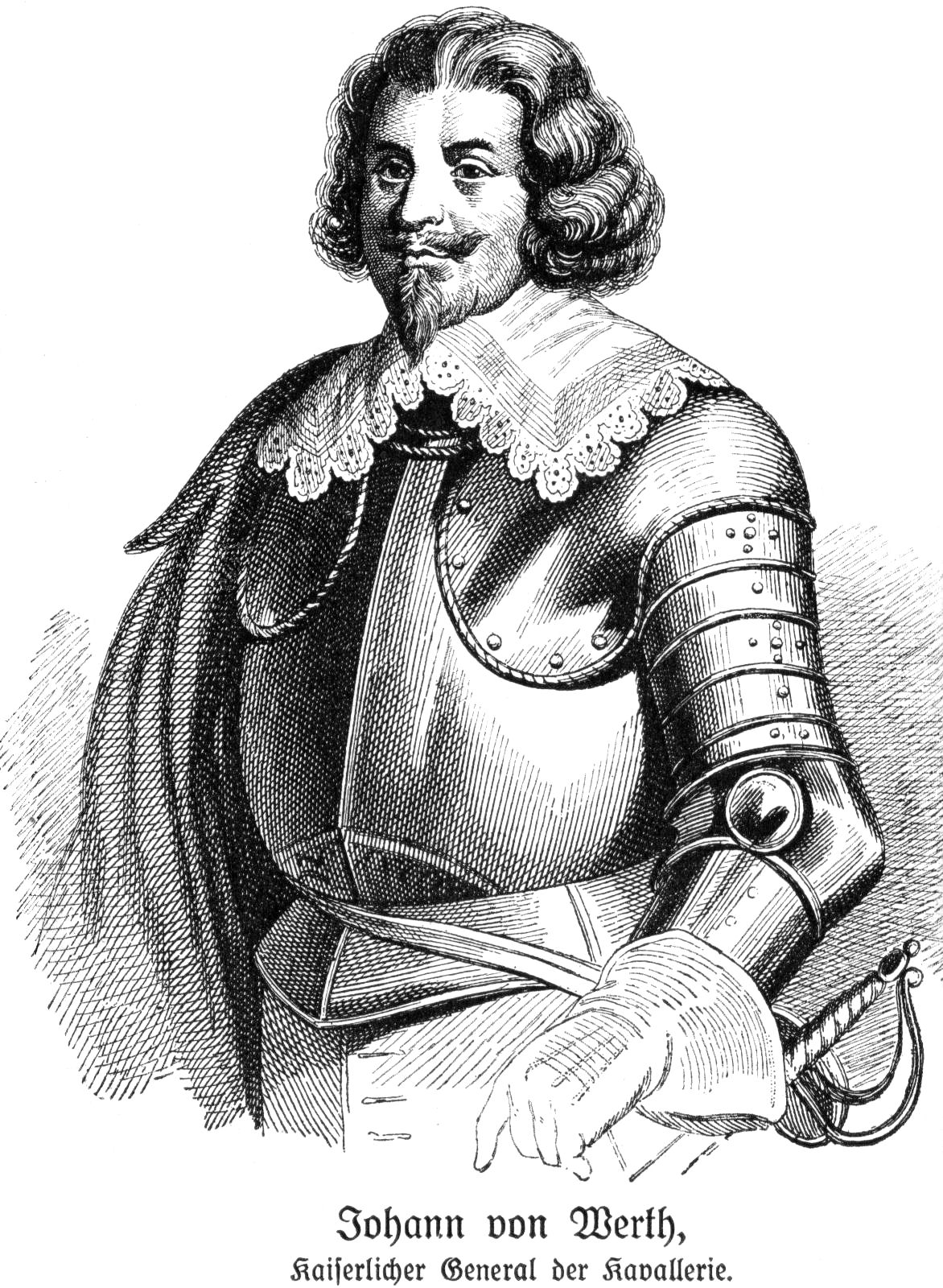
Jan van Werth (gravure uit 1886)
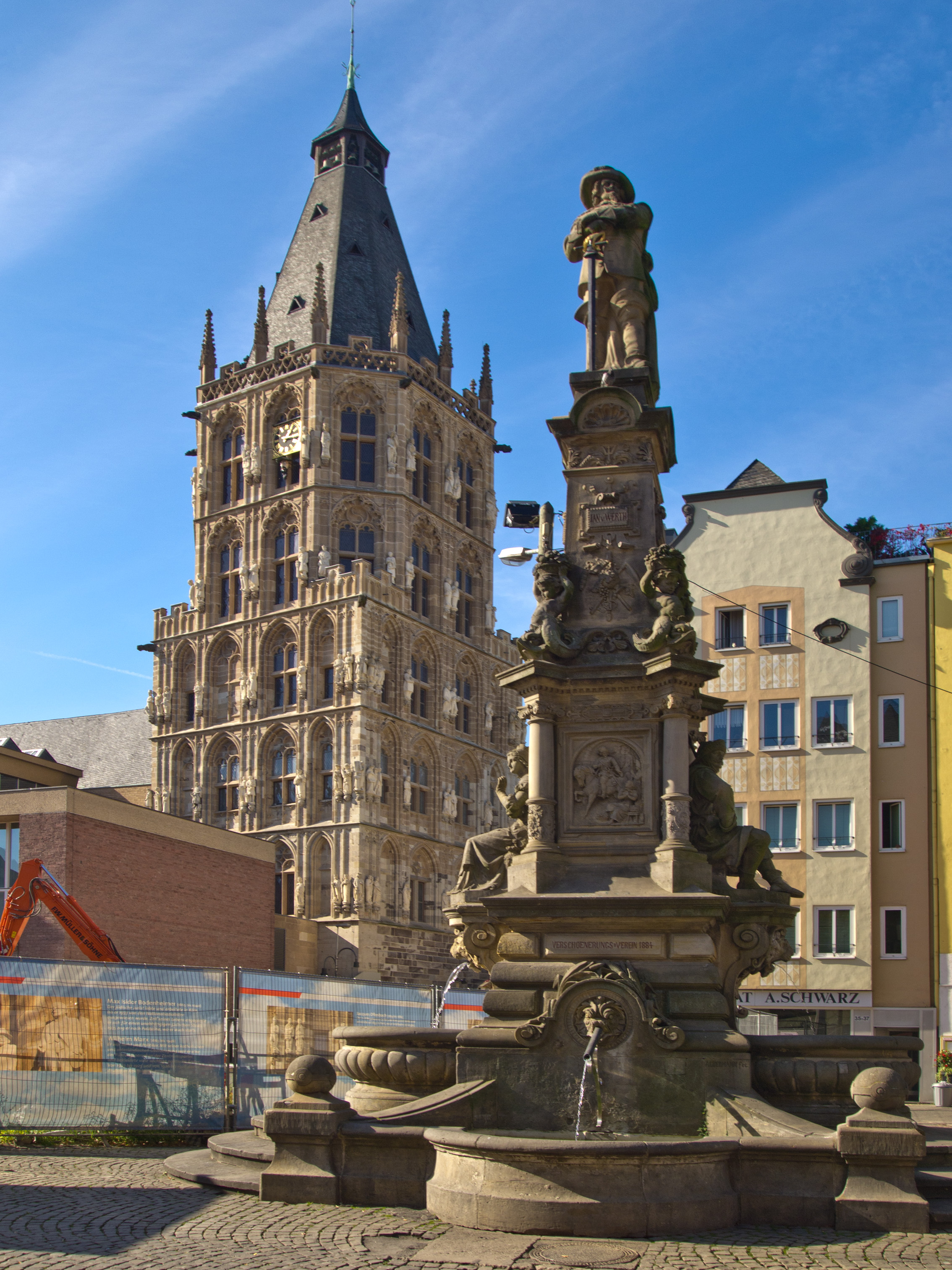
Jan-van-Werthfontein, Keulen
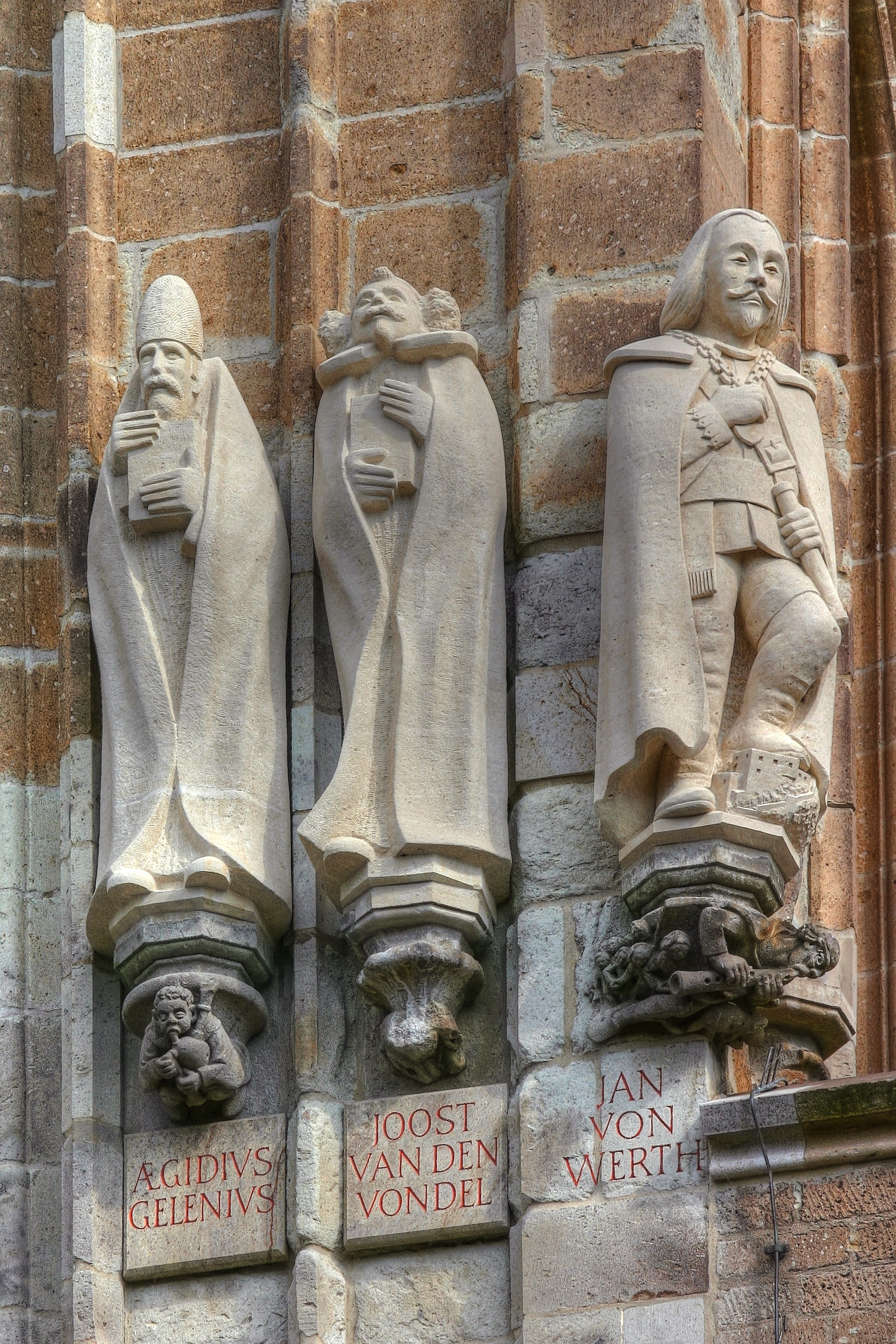
Beeld op het stadhuis van Keulen
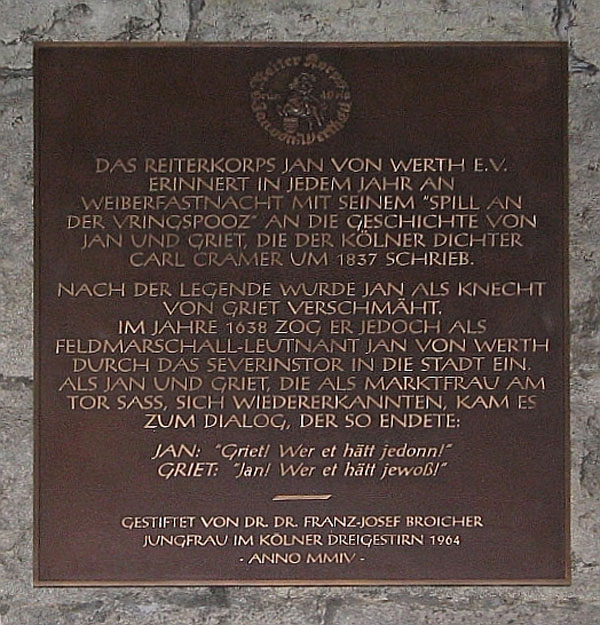
Legende van Hans en Griet, Severinuspoort